# Seguindo em Frente
Seguindo em Frente é o nono álbum de estúdio do grupo Só Pra Contrariar. Lançado no ano de 2007, as faixas com destaque em rádios foram "Pra Ficar Contigo" e "Nascí pra Te Amar". Vendeu mais de 50 mil cópias, sendo certificado com disco de ouro. 

## Faixas
| N.º | Título                                             | Duração |  |
| 1.  | "De Louco Todo Mundo Tem Um Pouco"                 |         |  |
| 2.  | "Nascí Pra Te Amar"                                |         |  |
| 3.  | "De Bandeja" (part. Alexandre Pires)               |         |  |
| 4.  | "Metamorfose Ambulante"                            |         |  |
| 5.  | "Pra Ficar Contigo"                                |         |  |
| 6.  | "Alguém Como Você" (part. João Júnior)             |         |  |
| 7.  | "Carolina"                                         |         |  |
| 8.  | "Indecisa" (voz de João Júnior)                    |         |  |
| 9.  | "Ô De Casa, Ô De Fora" (part. Rionegro & Solimões) |         |  |
| 10. | "Desejo Que Não Tem Fim"                           |         |  |
| 11. | "Aquela Mulher" (part. Guilherme & Santiago)       |         |  |
| 12. | "Um Amor Puro"                                     |         |  |